# الدوري السوداني الممتاز 2009
الدوري السوداني الممتاز 2009 أو دوري سوداني ون الممتاز لأسباب الرعاية، هو موسم من الدوري السوداني الممتاز. فاز به الهلال السوداني.